# Geranomyia
Geranomyia är ett släkte av tvåvingar. Geranomyia ingår i familjen småharkrankar.

## Dottertaxa tillGeranomyia, i alfabetisk ordning[1]
- Geranomyia ablusa
- Geranomyia advena
- Geranomyia aequabilis
- Geranomyia aeruginosa
- Geranomyia alberticola
- Geranomyia albilabris
- Geranomyia alpestris
- Geranomyia amblytylos
- Geranomyia amoenalis
- Geranomyia anduzeana
- Geranomyia aneura
- Geranomyia anisacantha
- Geranomyia annandalei
- Geranomyia annulosa
- Geranomyia anthina
- Geranomyia antillarum
- Geranomyia apicifasciata
- Geranomyia arecuna
- Geranomyia argentacea
- Geranomyia argentifera
- Geranomyia argentinensis
- Geranomyia assueta
- Geranomyia atlantica
- Geranomyia atrostriata
- Geranomyia atychia
- Geranomyia austroandina
- Geranomyia austropicta
- Geranomyia avara
- Geranomyia avocetta
- Geranomyia bahiensis
- Geranomyia baliana
- Geranomyia bancrofti
- Geranomyia banksiana
- Geranomyia beatrix
- Geranomyia bezzii
- Geranomyia biargentata
- Geranomyia bicincta
- Geranomyia bifidaria
- Geranomyia bifurcula
- Geranomyia bivittata
- Geranomyia bogongicola
- Geranomyia boki
- Geranomyia brasiliensis
- Geranomyia brevibasis
- Geranomyia brevispinula
- Geranomyia brunnescens
- Geranomyia bustilloi
- Geranomyia callinota
- Geranomyia caloptera
- Geranomyia canadensis
- Geranomyia canariensis
- Geranomyia caribica
- Geranomyia carunculata
- Geranomyia cerberus
- Geranomyia cernua
- Geranomyia certhia
- Geranomyia cinereinota
- Geranomyia circipunctata
- Geranomyia cocoensis
- Geranomyia commogastra
- Geranomyia communis
- Geranomyia conjurata
- Geranomyia conjuratoides
- Geranomyia conquisita
- Geranomyia contorta
- Geranomyia contrita
- Geranomyia cornigera
- Geranomyia costaricensis
- Geranomyia costomaculata
- Geranomyia costosetosa
- Geranomyia cubana
- Geranomyia damicoi
- Geranomyia deccanica
- Geranomyia deleta
- Geranomyia deliciosa
- Geranomyia destricta
- Geranomyia devota
- Geranomyia diabolica
- Geranomyia diargyria
- Geranomyia dicranostyla
- Geranomyia dischidia
- Geranomyia discors
- Geranomyia disparilis
- Geranomyia distincta
- Geranomyia diversa
- Geranomyia dominicana
- Geranomyia durga
- Geranomyia dybasi
- Geranomyia edwardsella
- Geranomyia edwardsiana
- Geranomyia enderleini
- Geranomyia entmema
- Geranomyia erasmi
- Geranomyia eremnopoda
- Geranomyia errana
- Geranomyia eurygramma
- Geranomyia euryphallus
- Geranomyia feuerborni
- Geranomyia fimbriacosta
- Geranomyia fimbriarum
- Geranomyia flavicosta
- Geranomyia flavitarsis
- Geranomyia flaviventris
- Geranomyia fletcheri
- Geranomyia fluxa
- Geranomyia forsteriana
- Geranomyia fortibasis
- Geranomyia fremida
- Geranomyia fumimarginata
- Geranomyia furor
- Geranomyia fuscana
- Geranomyia ganesa
- Geranomyia gaudens
- Geranomyia genitaloides
- Geranomyia gifuensis
- Geranomyia glauca
- Geranomyia gracilipalpis
- Geranomyia gracilispinosa
- Geranomyia grampianicola
- Geranomyia gravelyana
- Geranomyia griseipeltata
- Geranomyia grus
- Geranomyia guatemalensis
- Geranomyia guianensis
- Geranomyia hakoneana
- Geranomyia hardyi
- Geranomyia hedosyne
- Geranomyia heteroxipha
- Geranomyia hirsutinota
- Geranomyia hirudinis
- Geranomyia ibis
- Geranomyia idiopygialis
- Geranomyia immerita
- Geranomyia immobilis
- Geranomyia inaequispinosa
- Geranomyia inaequituberculata
- Geranomyia infamosa
- Geranomyia innoxia
- Geranomyia inornata
- Geranomyia inquisita
- Geranomyia insignis
- Geranomyia intermedia
- Geranomyia irrorata
- Geranomyia javanica
- Geranomyia kiangsiana
- Geranomyia knabiana
- Geranomyia lachrymalis
- Geranomyia lacteitarsis
- Geranomyia lampronota
- Geranomyia latitudinis
- Geranomyia laudanda
- Geranomyia lemniscata
- Geranomyia lichyi
- Geranomyia linearis
- Geranomyia lineata
- Geranomyia longicrinita
- Geranomyia longifimbriata
- Geranomyia luteimana
- Geranomyia luteinota
- Geranomyia lutulenta
- Geranomyia lycaon
- Geranomyia macrauchenia
- Geranomyia macrops
- Geranomyia macta
- Geranomyia malabarensis
- Geranomyia manca
- Geranomyia marthae
- Geranomyia mashonica
- Geranomyia melanocephala
- Geranomyia melanomera
- Geranomyia melanoxyna
- Geranomyia memnonia
- Geranomyia meracula
- Geranomyia mexicana
- Geranomyia microphaea
- Geranomyia militaris
- Geranomyia monorhaphidia
- Geranomyia montana
- Geranomyia multicolor
- Geranomyia multipuncta
- Geranomyia myersiana
- Geranomyia neanthina
- Geranomyia neavocetta
- Geranomyia neogaudens
- Geranomyia neonumenius
- Geranomyia neoparilis
- Geranomyia neopentheres
- Geranomyia neopicta
- Geranomyia neptis
- Geranomyia nigripleura
- Geranomyia nigronitida
- Geranomyia nigronotata
- Geranomyia nigropaxilla
- Geranomyia nigropeltata
- Geranomyia nitida
- Geranomyia notatipennis
- Geranomyia nugatoria
- Geranomyia numenius
- Geranomyia obesistyla
- Geranomyia obscura
- Geranomyia obsolescens
- Geranomyia offirmata
- Geranomyia oneris
- Geranomyia opinator
- Geranomyia opulens
- Geranomyia ornatrix
- Geranomyia orthorhabda
- Geranomyia palauensis
- Geranomyia pallidapex
- Geranomyia paramanca
- Geranomyia parapentheres
- Geranomyia parilis
- Geranomyia pastazina
- Geranomyia pentheres
- Geranomyia penthoptera
- Geranomyia perfecta
- Geranomyia pergracilis
- Geranomyia phoenaspis
- Geranomyia phoenosoma
- Geranomyia pictorum
- Geranomyia picturella
- Geranomyia platensis
- Geranomyia pleuropalloris
- Geranomyia plumbeicolor
- Geranomyia plumbeipleura
- Geranomyia podomelania
- Geranomyia poliophara
- Geranomyia procax
- Geranomyia productella
- Geranomyia propera
- Geranomyia provocator
- Geranomyia quinquelineata
- Geranomyia rabula
- Geranomyia radialis
- Geranomyia recisa
- Geranomyia recondita
- Geranomyia refuga
- Geranomyia relata
- Geranomyia risibilis
- Geranomyia rostrata
- Geranomyia rubiginosa
- Geranomyia rubrithorax
- Geranomyia rudebecki
- Geranomyia rufescens
- Geranomyia sagittifer
- Geranomyia sakaguchii
- Geranomyia sakalava
- Geranomyia samoana
- Geranomyia satipoana
- Geranomyia scolopax
- Geranomyia semifasciata
- Geranomyia semistriata
- Geranomyia separata
- Geranomyia septemnotata
- Geranomyia serotina
- Geranomyia sexocellata
- Geranomyia skuseana
- Geranomyia snyderi
- Geranomyia sorbillans
- Geranomyia spangleri
- Geranomyia sparsiguttata
- Geranomyia spectata
- Geranomyia stenoleuca
- Geranomyia stenophallus
- Geranomyia stoica
- Geranomyia stylobtusa
- Geranomyia subgaudens
- Geranomyia subimmaculata
- Geranomyia subinsignis
- Geranomyia subparilis
- Geranomyia subpentheres
- Geranomyia subradialis
- Geranomyia subrecisa
- Geranomyia subserotina
- Geranomyia subvirescens
- Geranomyia suensoniana
- Geranomyia sumptuosa
- Geranomyia syamantaka
- Geranomyia sylvania
- Geranomyia synaporosa
- Geranomyia taleola
- Geranomyia tanytrichiata
- Geranomyia tatei
- Geranomyia tenebricosa
- Geranomyia tenuispinosa
- Geranomyia terpsis
- Geranomyia tibialis
- Geranomyia timens
- Geranomyia tonnoiri
- Geranomyia torta
- Geranomyia townsendi
- Geranomyia toxeres
- Geranomyia transitoria
- Geranomyia trichomera
- Geranomyia tridens
- Geranomyia tristella
- Geranomyia tugela
- Geranomyia tulumayoensis
- Geranomyia tumidibasis
- Geranomyia turbida
- Geranomyia uberis
- Geranomyia umbricolor
- Geranomyia unicolor
- Geranomyia unifilosa
- Geranomyia unispinifera
- Geranomyia valida
- Geranomyia walkeri
- Geranomyia valverdensis
- Geranomyia vanduzeei
- Geranomyia vanikorensis
- Geranomyia variegata
- Geranomyia versuta
- Geranomyia victoriae
- Geranomyia wigginsi
- Geranomyia villaricensis
- Geranomyia vinaceobrunnea
- Geranomyia vindicta
- Geranomyia virescens
- Geranomyia viridella
- Geranomyia viriditincta
- Geranomyia vitiella
- Geranomyia xanthoplaca
- Geranomyia yunquensis
- Geranomyia zionana